# Irobi Airport
Irobi Airport är en flygplats i Bolivia.   Den ligger i departementet Beni, i den norra delen av landet, 700 km norr om huvudstaden Sucre. Irobi Airport ligger 162 meter över havet.
Terrängen runt Irobi Airport är platt. Trakten runt Irobi Airport är nära nog obefolkad, med mindre än två invånare per kvadratkilometer..
Omgivningarna runt Irobi Airport är huvudsakligen savann.